# Penstemon rotundifolius
Penstemon rotundifolius är en grobladsväxtart som beskrevs av A. Gray.. Penstemon rotundifolius ingår i släktet penstemoner, och familjen grobladsväxter. Inga underarter finns listade i Catalogue of Life.